# 星邦智能
湖南星邦智能装备股份有限公司，简称星邦智能，总部位于中国湖南省长沙市，是一家高空作业平台制造商，产品涵盖直臂式、曲臂式、剪叉式、蜘蛛式、套筒式、桅柱式、车载式七个系列。
星邦智能位列《Access International》杂志“2023年全球高空作业机械制造企业20强”第10名、《中国工程机械》杂志“2024全球工程机械制造商50强”第44名。

## 历史沿革
2008年，刘国良在长沙市宁乡经开区创立星邦智能。
2020年7月，星邦智能申请首次公开募股，后于2021年3月公司撤回申请。2022年9月，星邦智能二次提交上市申请，后再次撤回上市申请。其二次申请上市期间出台的上市新规趋严，导致大量公司撤销IPO。
2022年5月，星邦智能在波兰波兹南建成高空作业平台海外制造基地。2024年8月，星邦智能在墨西哥瓜纳华托州锡劳的工厂奠基。